# Красная книга Республики Крым
Красная книга Республики Крым — официальный документ, содержащий свод сведений о состоянии, распространении, мерах охраны редких и находящихся под угрозой исчезновения видов (подвидов, популяций) диких животных, дикорастущих растений и грибов, постоянно или временно обитающих (произрастающих) в естественных условиях на территории (акватории) Республики Крым.

## Издания
Подготовка к её публикации планировалась еще в конце XX века, когда вышли в свет «Материалы к Красной книге Крыма» (Вопросы развития Крыма,1999), однако в силу ряда обстоятельств, реализация этих планов стала возможной только по втором десятилетии XXI века в рамках законодательства Российской федерации. Издание Красной книги Республики Крым осуществляется во исполнение Федерального закона Российской Федерации «Об охране окружающей среды» от 10 января 2002 года, по которому в каждом субъекте Российской Федерации в целях охраны и учета редких и находящихся под угрозой исчезновения видов утверждаются региональные Красные книги.
Первое издание вышло в 2015 году в двух книгах и включает 405 видов растений и грибов (в том числе 297 — сосудистых растений, 35 — мохообразных, 18 — водорослей, 22 — лишайников и 33 — грибов) и 370 видов животных (из них кольчатых червей — 7, моллюсков — 12, членистоногих — 217 и хордовых — 134).

## Категории
Категории статуса редкости определяются по следующей шкале:
| Животные |  | Растения и грибы |
| --- |  | --- |
| - 0* — исчезнувшие - 0 — вероятно исчезнувшие - 1 — находящиеся под угрозой исчезновения - 2 — сокращающиеся в численности - 3 — редкие - 4 — неопределенные по статусу - 5 — восстанавливаемые и восстанавливающиеся - 6 — редкие с нерегулярным пребыванием - 7 — вне опасности |  | - 0* — исчезнувшие - 0 — вероятно исчезнувшие - 1 — находящиеся под угрозой исчезновения - 2 — сокращающиеся в численности - 3 — редкие - 4 — неопределенные по статусу - 5 — восстанавливаемые и восстанавливающиеся - 6 — вне опасности |

## Списки таксонов
В скобках указана категория статуса редкости.

### Объекты животного мира
- Aporrectodea dubiosa — Железняк (3)
- Aporrectodea handlirschi — Апорректода Хандлирша (3)
- Dendrobaena auriculata — Дендробена ушная (2)
- Dina stschegolewi — Дина Щеголева (3)
- Trocheta subviridis — Трохета скрытная (2)
- Batracobdella algira — Лягушачья пиявка алжирская (3)
- Hirudo verbana — Пиявка аптечная (3)

- Ostrea edulis — Устрица европейская (2)
- Flexopecten glaber ponticus — Гребешок черноморский (2)
- Gastrana fragilis — Гастрана хрупкая (4)
- Donacilla cornea — Донацилла роговая (3)
- Solen marginatus — Морской черенок (4)
- Unio crassus — Перловица толстая (3)
- Patella ulyssiponensis — Морское блюдечко (1)
- Vertigo moulinsiana — Завиток Мулена (0)
- Pupilla pratensis — Куколка луговая (0)
- Vitrea nadejdae — Стеклянница Надежды (1)
- Balea perversa — Затворница беззубая (1)
- Helix lucorum taurica — Улитка крымская (2)

- Phallocryptus spinosa — Бранхинелла колючая (2)
- Branchipus schaefferi — Бранхипус Шаффера (2)
- Artemia urmiana — Артемия урмийская (3)
- Triops cancriformis — Щитень летний (3)
- Hemimysis anomala — Мизида аномальная (3)
- Niphargus dimorphus — Нифаргус непарный (3)
- Niphargus pliginskii — Нифаргус Плигинского (3)
- Niphargus tauricus — Нифаргус таврический (3)
- Typhloligidium coecum — Тифлолигидиум слепой (3)
- Typhloligidium karabijajlae — Тифлолигидиум караби-яйлинский (3)
- Eriphia verrucosa — Краб каменный (3)
- Pachygrapsus marmoratus — Краб мраморный (3)
- Potamon ibericum tauricum — Пресноводный краб крымский (2)
- Lysmata seticaudata — Лисмата щетинконогая (3)
- Anomalocera patersoni — Аномалоцера Паттерсона (3)
- Labidocera brunescens — Лабидоцера бурая (3)
- Pontella mediterranea — Понтелла средиземноморская (3)
- Euscorpius tauricus — Скорпион крымский (3)
- Galeodes araneoides — Сольпуга обыкновенная (3)
- Caucasodesmus tauricus — Кавказодесмус таврический (3)
- Caucasodesmus turbanovi — Кавказодесмус Турбанова (3)

- Ecdyonurus solus — Экдионурус единственный (2)
- Heptagenia samochai — Гептагения Самоха (2)
- Calopteryx splendens taurica — Красотка крымская (3)
- Chalcolestes parvidens — Меднолютка мелкозубчатая (3)
- Lestes macrostigma — Лютка крупноглазковая (2)
- Erythromma lindenii — Красноглазка Линдена (3)
- Gomphus vulgatissimus — Дедка обыкновенный (3)
- Onychogomphus forcipatus — Когтедедка вильчатый (3)
- Anax imperator — Дозорщик-император (3)
- Sympetrum pedemontanum — Сжатобрюх предгорный (3)
- Empusa fasciata — Эмпуза полосатая (3)
- Bolivaria brachyptera — Боливария короткокрылая (3)
- Iris polystictica — Ирис пятнистокрылый (3)
- Pseudomogoplistes byzantius — Сверчок византийский (2)
- Anadrymadusa retowskii — Анадримадуза Ретовского (3)
- Poecilimon pliginskii — Пилохвост Плигинского (3)
- Poecilimon schmidtii — Пилохвост лесной (2)
- Saga pedo — Дыбка степная (3)
- Asiotmethis tauricus tauricus — Кобылка степная крымская (2)
- Pararcyptera microptera jailensis — Кобылка крестовая крымская (3)
- Haploembia solieri — Эмбия реликтовая (3)
- Isoperla prokopovi — Изоперла Прокопова (3)
- Brachyptera braueri — Брахиптера Брауэра (3)
- Orectochilus villosus — Вертячка сумеречная (3)
- Calosoma sycophanta — Красотел пахучий (2)
- Carabus bessarabicus — Жужелица бессарабская (2)
- Carabus hungaricus — Жужелица венгерская (3)
- Carabus scabrosus — Жужелица шершавая (3)
- Carabus stscheglowi — Жужелица Щеглова (3)
- Carterus dama — Жужелица-дама (3)
- Cephalota besseri — Скакун Бессера (3)
- Parazuphium chevrolati — Жужелица Шевролата (3)
- Pseudaphaenops jacobsoni — Псевдафенопс Якобсона (3)
- Pseudaphaenops tauricus — Псевдафенопс таврический (3)
- Taurocimmerites dublanskii — Тавроциммеритес Дублянского (3)
- Emus hirtus — Стафилин волосатый (3)
- Ocypus curtipennis — Стафилин короткокрылый (3)
- Tasgius pliginskii — Тасгиус Плигинского (3)
- Aesalus ulanowskii — Рогач Улановского (3)
- Lucanus cervus — Жук-олень (2)
- Eulasia bombyliformis — Эулазия шмелевидная (3)
- Aphodius bimaculatus — Афодиус двупятнистый (0)
- Omaloplia kiritschenkoi — Гомалоплия Кириченко (3)
- Protaetia speciosa — Бронзовка особенная (3)
- Scarabaeus typhon — Скарабей-тифон (3)
- Trichius orientalis — Трихиус восточный (3)
- Calais parreysii — Щелкун Паррейса (1)
- Cecchiniola platyscelidina — Чекиниола уплощенная (1)
- Chrysolina pliginskii — Листоед Плигинского (3)
- Cryptocephalus biguttulus — Скрытоглав двуцветный (3)
- Cerambyx cerdo — Усач большой дубовый (2)
- Cerambyx nodulosus — Усач узловатоусый (3)
- Dorcadion ciscaucasicum mokrzeckii — Усач-корнеед Мокржецкого (2)
- Hesperophanes sericeus — Хесперофанес шелковистый (2)
- Oxypleurus nodieri — Оксиплеурус Нодиера (2)
- Pogonocherus perroudi — Погонохерус Перроуда (2)
- Purpuricenus renyvonae — Усач-краснокрыл Ренивона (3)
- Ropalopus insubricus — Ропалопус инсубрийский (2)
- Ropalopus lederi — Ропалопус Ледера (2)
- Rosalia alpina — Розалия альпийская (2)
- Trichoferus pallidus — Трихофер бледный (2)
- Brachycerus lutulentus — Брахицерус грязный (3)
- Brachycerus sinuatus — Брахисерус морщинистый (4)
- Leucomigus candidatus — Леукомигус белоснежный (3)
- Liparus laevigatus — Липарус гладкий (3)
- Lixus canescens — Ликсус катрановый (3)
- Omias verruca — Омиас бородавчатый (1)
- Stephanocleonus tetragrammus — Стефаноклеонус четырехпятнистый (1)
- Acanthaclisis occitanica — Кривошпор западный (2)
- Neuroleon microstenus propinquus — Невролеон сходный (2)
- Synclisis baetica — Шпорник бэтийский (1)
- Libelloides macaronius kolyvanensis — Бабочник колыванский (3)
- Mantispa styriaca — Мантиспа штирийская (3)
- Dilar turcicus — Дилар турецкий (1)
- Bittacus italicus — Комаровка итальянская (2)
- Zygaena laeta — Пестрянка веселая (3)
- Zygaena sedi — Пестрянка понтийская (3)
- Stygioides colchica — Древоточец колхидский (3)
- Gastropacha populifolia — Коконопряд тополеволистный (1)
- Eudia pavonia — Павлиноглазка малая (1)
- Eudia spini — Павлиноглазка средняя (0)
- Saturnia pyri — Павлиноглазка грушевая (3)
- Lemonia ballioni — Шелкопряд Баллиона (3)
- Marumba quercus — Бражник дубовый (1)
- Daphnis nerii — Бражник олеандровый (3)
- Sphingonaepiopsis gorgoniades — Бражник карликовый (3)
- Proserpinus proserpina — Бражник Прозерпина (3)
- Hyles nicaea — Бражник южный молочайный (2)
- Hemaris tityus — Бражник скабиозовый (3)
- Hemaris croatica — Бражник хорватский (3)
- Arctornis l-nigrum — Волнянка л-черное (3)
- Eublemma pudorina — Эублемма порядочная (3)
- Calymma communimacula — Совка червецовая (3)
- Hypena opulenta — Усатка роскошная (3)
- Drasteria saisani — Драстерия зайсанская (3)
- Catocala dilecta — Ленточница большая красная (3)
- Catocala neonympha — Ленточница жёлтая восточная (3)
- Catocala fraxini — Ленточница голубая (3)
- Catocala electa — Ленточница ивовая (3)
- Catocala conjuncta — Ленточница сочетающаяся (3)
- Catocala conversa — Ленточница сходная (0)
- Catocala diversa — Ленточница красно-жёлтая (3)
- Eutelia adoratrix — Эутелия серовато-коричневая (3)
- Euchalcia siderifera — Металловидка меловая (3)
- Cucullia argentina — Капюшонница серебристая (3)
- Aedophron rhodites — Совка розовая (3)
- Periphanes treitschkei — Совка Трейчке (3)
- Mormo maura — Совка мрачная (1)
- Chelis maculosa — Медведица пятнистая (3)
- Phragmatobia placida — Медведица спокойная (3)
- Zerynthia polyxena — Поликсена (3)
- Parnassius apollo breitfussi — Аполлон Брейтфуса (0)
- Papilio machaon — Махаон (3)
- Zegris eupheme — Эвфема (3)
- Colias chrysotheme — Желтушка золотистая (2)
- Nordmannia pruni — Хвостатка сливовая (3)
- Nordmannia w-album — Хвостатка вязовая (3)
- Tomares callimachus — Каллимах (3)
- Tomares nogelii nesimachus — Незимах (3)
- Lycaena virgaureae — Червонец огненный (3)
- Polyommatus amandus — Голубянка быстрая (3)
- Polyommatus damone pljushtchi — Голубянка Плюща (3)
- Neptis rivularis — Пеструшка таволговая (3)
- Triphysa phryne — Трифиза Фрина (3)
- Pseudochazara euxina — Бархатница черноморская (3)
- Calameuta idolon — Каламеута жёлтая (2)
- Pachycephus cruentatus — Пахицефус степной (1)
- Urocerus sah — Рогохвост можжевеловый (2)
- Orussus abietinus — Оруссус паразитический (4)
- Megarhyssa perlata — Мегарисса жемчужная (3)
- Stephanus serrator — Стефанус зубценосный (1)
- Hedychrum virens — Гедихрум зелёный (2)
- Parnopes grandior — Парнопес большой (1)
- Stilbum cyanurum — Стильбум зеленоватый (3)
- Megascolia maculata — Сколия-гигант (3)
- Scolia fallax — Сколия однополосая (2)
- Scolia galbula — Сколия желтоголовая (1)
- Celonites abbreviatus tauricus — Целонитес крымский (2)
- Eumenes tripunctatus — Эвмен трехточечный (2)
- Katamenes dimidiatus — Катаменес степной (2)
- Onychopterocheilus pallasii — Онихоптерохеилюс Палласа (1)
- Paravespa rex — Паравеспа царская (2)
- Tropidodynerus interruptus — Тропидодинерус большой (2)
- Cryptocheilus annulatus — Криптохил кольчатый (3)
- Cryptocheilus rubellus — Криптохил красноватый (3)
- Lophopompilus samariensis — Аноплиус самарский (2)
- Ammophila sareptana — Аммофила сарептская (2)
- Eremochares dives — Эремохарес великолепная (2)
- Prionyx viduatus — Прионикс покинутый (1)
- Bembix olivacea — Бембикс оливковый (1)
- Cerceris tuberculata — Церцерис бугорчатая (2)
- Larra anathema — Лярра анафемская (2)
- Stizoides crassicornis — Стизоидес толстоусый (1)
- Stizus bipunctatus — Стизус двухточечный (3)
- Andrena magna — Андрена большая (2)
- Andrena ornata — Андрена нарядная (3)
- Andrena stigmatica — Андрена краснопятнистая (2)
- Melitta budashkini — Мелитта Будашкина (2)
- Dasypoda toroki — Мохноногая пчела Терека (2)
- Hoplitis princeps — Гоплитис знатный (1)
- Megachile albisecta — Пчела-листорез белополосая (2)
- Megachile giraudi — Пчела-листорез Жиро (2)
- Megachile lefebvrei — Пчела-каменщица Лефебвра (2)
- Trachusa interrupta — Трахуза скабиозовая (2)
- Trachusa pubescens — Трахуза опушенная (2)
- Anthophora atricilla — Антофора чернореснитчатая (1)
- Anthophora ponomarevae — Антофора Пономаревой (2)
- Anthophora robusta — Антофора коренастая (2)
- Bombus argillaceus — Шмель глинистый (2)
- Bombus armeniacus — Шмель армянский (1)
- Bombus fragrans — Шмель пахучий (1)
- Bombus laesus — Шмель раздражающий (1)
- Bombus lapidarius — Шмель каменный (3)
- Bombus muscorum — Шмель моховой (1)
- Bombus zonatus — Шмель опоясанный (2)
- Cubitalia morio — Кубиталия темная (1)
- Eucera armeniaca — Длинноусая пчела армянская (1)
- Habropoda zonatula — Габропода опоясанная (1)
- Xylocopa iris — Пчела-плотник карликовая (2)
- Xylocopa valga — Пчела-плотник обыкновенная (3)
- Xylocopa violacea — Пчела-плотник фиолетовая (3)
- Tipula pontica — Долгоножка понтийская (3)
- Dactylolabis aberrans — Дактилолабис изменчивый (3)
- Oxycera limbata — Оксицера окаймленная (4)
- Oxycera meigenii — Оксицера Мейгена (3)
- Oxycera pardalina — Оксицера леопардовая (4)
- Tabanus smirnovi — Слепень Смирнова (2)
- Merodon nigritarsis — Меродон чернолапый (2)
- Empis oxilara — Эмпис-оксиляра (2)
- Empis skufini — Эмпис Скуфьина (2)
- Dasypogon diadema — Дазипогон-диадема (2)
- Pogonosoma maroccanum — Погоносома марокканская (2)
- Satanas gigas — Сатанас гигантский (1)
- Siphonellopsis lacteibasis — Сифонеллопсис прибрежный (2)
- Neorhynchocephalus tauscheri — Хоботоголовник Таушера (2)
- Bombomyia stictica — Бомбомия стиктиковая (2)

- Branchiostoma lanceolatum — Ланцетник европейский (3)
- Acipenser gueldenstaedtii — Осетр русский (1)
- Acipenser nudiventris — Шип (0)
- Acipenser stellatus — Севрюга (1)
- Acipenser sturio — Осетр атлантический (0)
- Huso huso — Белуга (1)
- Salmo labrax — Кумжа (1)
- Hippocampus hippocampus — Морской конек (2)
- Syngnathus typhle — Толсторылая игла-рыба (2)
- Syngnathus variegatus — Морская игла толсторылая (2)
- Chelidonichthys lucerna — Морской петух жёлтый (3)
- Benthophilus stellatus — Пуголовка звездчатая (2)
- Chromogobius quadrivittatus — Бычок четырехполосый (3)
- Neogobius kessleri — Бычок головач (3)
- Labrus viridis — Зелёный губан (3)
- Alburnus mentoides — Шемая крымская (3)
- Barbus tauricus — Усач крымский (3)
- Carassius carassius — Карась обыкновенный (0)
- Vimba vimba tenella — Рыбец малый (0)

- Triturus karelinii — Тритон Карелина (2)
- Pelobates vespertinus — Чесночница Палласа (1)
- Hyla orientalis — Квакша восточная (2)

- Emys orbicularis — Черепаха болотная (2)
- Mediodactylus kotschyi — Геккон средиземноморский (2)
- Pseudopus apodus — Желтопузик безногий (2)
- Eremias arguta — Ящурка разноцветная (2)
- Lacerta agilis tauridica — Ящерица прыткая горнокрымская (3)
- Coronella austriaca — Медянка обыкновенная (2)
- Dolichophis caspius — Полоз желтобрюхий (5)
- Elaphe sauromates — Полоз палласов (2)
- Zamenis situla — Полоз леопардовый (1)
- Vipera renardi puzanovi — Гадюка степная Пузанова (2)

- Pelecanus onocrotalus — Пеликан розовый (3)
- Pelecanus crispus — Пеликан кудрявый (3)
- Phalacrocorax aristotelis desmarestii — Баклан хохлатый средиземноморский (3)
- Phalacrocorax pygmaeus — Баклан малый (3)
- Ardeola ralloides — Цапля жёлтая (3)
- Platalea leucorodia — Колпица (3)
- Plegadis falcinellus — Каравайка (2)
- Ciconia nigra — Аист черный (1)
- Phoenicopterus roseus — Фламинго обыкновенный (3)
- Rufibrenta ruficollis — Казарка краснозобая (2)
- Anser anser — Гусь серый (2)
- Anser erythropus — Пискулька (2)
- Cygnus bewickii — Лебедь малый (6)
- Tadorna ferruginea — Огарь (2)
- Anas strepera — Утка серая (3)
- Aythya nyroca — Чернеть белоглазая (2)
- Oxyura leucocephala — Савка (1)
- Mergus serrator — Крохаль длинноносый (3)
- Pandion haliaetus — Скопа (3)
- Circus macrourus — Лунь степной (0)
- Circus pygargus — Лунь луговой (3)
- Buteo rufinus — Курганник (3)
- Circaetus gallicus — Змееяд (3)
- Aquila rapax — Орел степной (1)
- Aquila heliaca — Могильник (2)
- Aquila chrysaetos — Беркут (3)
- Haliaeetus albicilla — Орлан-белохвост (0)
- Neophron percnopterus — Стервятник (1)
- Aegypius monachus — Гриф черный (3)
- Gyps fulvus — Сип белоголовый (3)
- Falco cherrug — Балобан (5)
- Falco peregrinus brookei — Сапсан (5)
- Falco naumanni — Пустельга степная (1)
- Anthropoides virgo — Красавка (2)
- Crex crex — Коростель (2)
- Otis tarda — Дрофа (2)
- Tetrax tetrax — Стрепет (1)
- Burhinus oedicnemus — Авдотка (3)
- Charadrius alexandrinus — Зуек морской (2)
- Himantopus himantopus — Ходулочник (7)
- Recurvirostra avosetta — Шилоклювка (2)
- Haematopus ostralegus longipes — Кулик-сорока (3)
- Actitis hypoleucos — Перевозчик (3)
- Numenius tenuirostris — Кроншнеп тонкоклювый (3)
- Numenius arquata — Кроншнеп большой (3)
- Limosa limosa — Веретенник большой (0)
- Glareola pratincola — Тиркушка луговая (3)
- Glareola nordmanni — Тиркушка степная (1)
- Larus ichthyaetus — Хохотун черноголовый (3)
- Hydroprogne caspia — Чеграва (3)
- Sterna albifrons — Крачка малая (3)
- Columba oenas — Клинтух (3)
- Columba livia — Голубь сизый (2)
- Bubo bubo — Филин (1)
- Asio flammeus — Сова болотная (2)
- Tyto alba — Сипуха (3)
- Coracias garrulus — Сизоворонка (3)
- Alcedo atthis — Зимородок обыкновенный (3)
- Calandrella rufescens — Жаворонок серый (1)
- Lanius senator — Сорокопут красноголовый (3)
- Lanius excubitor — Сорокопут серый (3)
- Sturnus roseus — Скворец розовый (6)
- Acrocephalus schoenobaenus — Камышевка-барсучок (3)
- Regulus regulus — Королек желтоголовый (3)
- Regulus ignicapillus — Королек красноголовый (5)
- Oenanthe hispanica — Каменка испанская (3)
- Monticola saxatilis — Каменный дрозд пестрый (3)
- Emberiza melanocephala — Овсянка черноголовая (5)

- Crocidura leucodon — Белозубка белобрюхая (1)
- Neomys anomalus — Кутора малая (2)
- Sorex minutus — Бурозубка малая (1)
- Rhinolophus ferrumequinum — Подковонос большой (2)
- Rhinolophus hipposideros — Подковонос малый (2)
- Barbastella barbastellus — Широкоушка европейская (2)
- Eptesicus serotinus — Кожан поздний (4)
- Hypsugo savii — Нетопырь кожановидный (3)
- Miniopterus schreibersi — Длиннокрыл обыкновенный (0)
- Myotis blythii — Ночница остроухая (2)
- Myotis brandtii — Ночница Брандта (3)
- Myotis emarginatus — Ночница трехцветная (3)
- Myotis mystacinus — Ночница усатая (2)
- Myotis nattereri — Ночница реснитчатая (3)
- Nyctalus lasiopterus — Вечерница гигантская (0)
- Nyctalus leisleri — Вечерница малая (1)
- Nyctalus noctula — Вечерница рыжая (4)
- Pipistrellus kuhlii — Нетопырь средиземноморский (4)
- Pipistrellus nathusii — Нетопырь лесной (4)
- Pipistrellus pipistrellus — Нетопырь-карлик (4)
- Pipistrellus pygmaeus — Нетопырь-пигмей (4)
- Plecotus auritus — Ушан бурый (2)
- Plecotus austriacus — Ушан серый (2)
- Vespertilio murinus — Кожан двухцветный (4)
- Spermophilus pygmaeus — Суслик малый (2)
- Allactaga major — Тушканчик большой (1)
- Sicista loriger — Мышовка южная (2)
- Ellobius talpinus — Слепушонка обыкновенная (3)
- Meles meles — Барсук (2)
- Mustela eversmanii — Хорь степной (1)
- Monachus monachus — Тюлень-монах белобрюхий (0)
- Delphinus delphis — Дельфин-белобочка (3)
- Tursiops truncatus — Афалина (2)
- Phocoena phocoena — Морская свинья (2)

### Объекты растительного мира
- Botrychium lunaria — Гроздовник полулунный (3)
- Ophioglossum vulgatum — Ужовник обыкновенный (3)
- Equisetum fluviatile — Хвощ речной (3)
- Asplenium adiantum-nigrum — Костенец черный (3)
- Asplenium billotii — Костенец Билло (3)
- Asplenium lepidum subsp. haussknechtii — Костенец Хаусскнехта (4)
- Gymnocarpium dryopteris — Голокучник обыкновенный (3)
- Phyllitis scolopendrium — Листовик обыкновенный (3)
- Thelypteris palustris — Телиптерис болотный (2)
- Dryopteris carthusiana — Щитовник картузианский (3)
- Dryopteris villarii — Щитовник Виллара (3)
- Adiantum capillus-veneris — Адиантум венерин волос (3)
- Anogramma leptophylla — Анограмма тонколистная (3)
- Cheilanthes acrosticha — Краекучник орляковый (1)
- Cheilanthes persica — Краекучник персидский (3)
- Notholaena marantae — Ложнопокровница марантовая (3)

- Juniperus communis — Можжевельник обыкновенный (3)
- Juniperus deltoides — Можжевельник дельтовидный (2)
- Juniperus excelsa — Можжевельник высокий (2)
- Juniperus foetidissima — Можжевельник вонючий (3)
- Juniperus sabina — Можжевельник казацкий (3)
- Taxus baccata — Тис ягодный (3)
- Pinus brutia — Сосна брутийская (2)

- Arum italicum subsp. albispathum — Аронник белокрылый (3)
- Triglochin maritimum — Триостренник морской (2)
- Zannichellia palustris subsp. major — Цанникеллия большая (2)
- Ruppia cirrhosa — Руппия усиконосная (2)
- Ruppia maritima — Руппия морская (2)
- Zostera marina — Взморник морской (2)
- Zostera noltei — Взморник Нольта (2)
- Astrodaucus littoralis — Морковница прибрежная (3)
- Bifora testiculata — Бифора яйцевидная (1)
- Crithmum maritimum — Критмум морской (3)
- Echinophora sibthorpiana — Колюченосник Сибторпа (0)
- Eryngium maritimum — Синеголовник морской (2)
- Ferula caspica — Ферула каспийская (3)
- Ferula euxina — Ферула черноморская (4)
- Heracleum ligusticifolium — Борщевик лигустиколистный (3)
- Prangos trifida — Прангос трехраздельный (3)
- Rumia crithmifolia — Румия критмолистная (3)
- Seseli lehmannii — Жабрица Лемана (3)
- Allium nathaliae — Лук Натальи (3)
- Allium pervestitum — Лук переодетый (2)
- Allium regelianum — Лук регелевский (2)
- Allium siculum subsp. dioscoridis — Лук Диоскорида (3)
- Allium tarkhankuticum — Лук тарханкутский (3)
- Galanthus plicatus — Подснежник складчатый (2)
- Sternbergia colchiciflora — Штернбергия безвременниковоцветная (2)
- Anthericum liliago — Венечник лилейный (3)
- Asparagus maritimus — Спаржа приморская (2)
- Asparagus pallasii — Спаржа Палласа (2)
- Bellevalia speciosa — Бельвалия великолепная (2)
- Convallaria majalis — Ландыш майский (3)
- Ruscus aculeatus — Иглица колючая (3)
- Ruscus hypoglossum — Иглица подъязычная (3)
- Scilla bifolia — Пролеска двулистная (4)
- Scilla siberica — Пролеска сибирская (2)
- Crocus biflorus subsp. adamii — Шафран Адама (3)
- Crocus pallasii — Шафран Палласа (2)
- Crocus speciosus — Шафран прекрасный (3)
- Gladiolus imbricatus — Шпажник черепитчатый (2)
- Gladiolus italicus — Шпажник итальянский (2)
- Iris pseudacorus — Ирис ложноаирный (2)
- Iris pumila — Ирис низкий (3)
- Iris sibirica — Ирис сибирский (4)
- Anacamptis coriophora — Анакамптис клопоносный (2)
- Anacamptis laxiflora subsp. elegans — Анакамптис изящный (1)
- Anacamptis morio subsp. caucasica — Анакамптис кавказский (3)
- Anacamptis pyramidalis — Анакамптис пирамидальный (3)
- Cephalanthera damasonium — Пыльцеголовник крупноцветковый (3)
- Cephalanthera longifolia — Пыльцеголовник длиннолистный (3)
- Cephalanthera rubra — Пыльцеголовник красный (3)
- Coeloglossum viride — Пололепестник зелёный (3)
- Comperia comperiana — Комперия Компера (2)
- Corallorhiza trifida — Ладьян трехнадрезной (3)
- Cypripedium calceolus — Венерин башмачок настоящий (1)
- Dactylorhiza iberica — Пальчатокоренник иберийский (2)
- Dactylorhiza incarnata — Пальчатокоренник мясо-красный (2)
- Dactylorhiza romana — Пальчатокоренник римский (3)
- Epipactis distans — Дремлик редколистный (3)
- Epipactis helleborine — Дремлик морозниковый (3)
- Epipactis krymmontana — Дремлик горно-крымский (3)
- Epipactis leptochila — Дремлик тонкогубый (3)
- Epipactis microphylla — Дремлик мелколистный (3)
- Epipactis muelleri — Дремлик Мюллера (3)
- Epipactis palustris — Дремлик болотный (2)
- Epipactis persica — Дремлик персидский (3)
- Epipogium aphyllum — Надбородник безлистный (1)
- Goodyera repens — Гудайера ползучая (3)
- Gymnadenia conopsea — Кокушник комарниковый (3)
- Himantoglossum caprinum — Ремнелепестник козий (3)
- Limodorum abortivum — Лимодорум недоразвитый (3)
- Neotinea tridentata — Неотинея трехзубчатая (3)
- Neotinea ustulata — Неотинея обожженная (3)
- Neottia nidus-avis — Гнездовка обыкновенная (3)
- Neottia ovata — Тайник яйцевидный (3)
- Ophrys apifera — Офрис пчелоносная (1)
- Ophrys mammosa subsp. taurica — Офрис крымская (2)
- Ophrys oestrifera — Офрис оводоносная (2)
- Orchis mascula — Ятрышник мужской (3)
- Orchis militaris subsp. stevenii — Ятрышник Стевена (2)
- Orchis pallens — Ятрышник бледный (2)
- Orchis provincialis — Ятрышник прованский (2)
- Orchis punctulata — Ятрышник мелкоточечный (2)
- Orchis purpurea — Ятрышник пурпурный (3)
- Orchis simia — Ятрышник обезьяний (3)
- Platanthera bifolia — Любка двулистная (4)
- Platanthera chlorantha — Любка зеленоцветковая (3)
- Steveniella satyrioides — Стевениелла сатириовидная (2)
- Traunsteinera globosa — Траунштейнера шаровидная (3)
- Asphodeline lutea — Асфоделина жёлтая (3)
- Asphodeline taurica — Асфоделина крымская (3)
- Eremurus spectabilis — Эремурус представительный (3)
- Eremurus tauricus — Эремурус крымский (4)
- Anthemis sterilis — Пупавка бесплодная (3)
- Artemisia dzevanovskyi — Полынь Дзевановского (3)
- Bellis sylvestris — Маргаритка лесная (3)
- Centaurea arenaria — Василек песчаный (2)
- Centaurea comperiana — Василек Компера (4)
- Centaurea ovina — Василек овечий (4)
- Cota jailensis — Пупавка яйлинская (3)
- Crepis purpurea — Лагозерис пурпуровый (3)
- Cyanus fuscomarginatus — Василек буроотороченный (3)
- Hedypnois rhagadioloides — Гедипноис критская (2)
- Pallenis spinosa — Палленис колючий (3)
- Ptilostemon echinocephalus — Ламира ежеголовая (2)
- Rhaponticoides taliewii — Василек Талиева (2)
- Saussurea salsa — Соссюрея солончаковая (3)
- Senecio tauricus — Крестовник крымский (3)
- Adenophora liliifolia — Бубенчик лилиелистный (2)
- Argusia sibirica — Аргузия сибирская (2)
- Buglossoides tenuiflora — Буглосоидес тонкоцветковый (3)
- Neatostema apulum — Неатостема апулийская (3)
- Onosma polyphylla — Оносма многолистная (3)
- Rindera tetraspis — Риндера четырехщитковая (2)
- Solenanthus biebersteinii — Трубкоцвет Биберштейна (3)
- Arabis verna — Резуха весенняя (3)
- Brassica cretacea — Рогачка меловая (3)
- Brassica taurica — Капуста крымская (1)
- Cakile maritima subsp. euxina — Морская горчица черноморская (2)
- Conringia clavata — Конрингия булавовидная (3)
- Crambe aspera — Катран шершавый (2)
- Crambe koktebelica — Катран коктебельский (3)
- Crambe maritima — Катран приморский (3)
- Crambe pinnatifida — Катран перистый (2)
- Crambe steveniana — Катран Стевена (2)
- Crambe tataria — Катран татарский (2)
- Hesperis steveniana — Вечерница Стевена (3)
- Isatis littoralis — Вайда прибрежная (3)
- Lepidium turczaninowii — Клоповник Турчанинова (2)
- Sobolewskia sibirica — Соболевския сибирская (3)
- Sisymbrium confertum — Гулявник густой (3)
- Teesdalia coronopifolia — Тисдайлия коронополистная (3)
- Capparis herbacea — Каперсы травянистые (3)
- Cleome ornithopodioides subsp. canescens — Клеоме сероватая (3)
- Krascheninnikovia ceratoides — Терескен обыкновенный (3)
- Cerastium biebersteinii — Ясколка Биберштейна (3)
- Cerastium bulgaricum — Ясколка болгарская (3)
- Eremogone saxatilis — Пустынница скальная (3)
- Minuartia adenotricha — Минуарция железистоволосистая (3)
- Minuartia euxina — Минуарция черноморская (3)
- Minuartia hirsuta — Минуарция волосистая (3)
- Minuartia taurica — Минуарция крымская (3)
- Minuartia wiesneri — Минуарция Визнера (2)
- Otites hellmannii — Ушанка Гельмана (3)
- Paronychia cephalotes — Приноготовник головчатый (6)
- Silene jailensis — Смолевка яйлинская (3)
- Silene supina — Смолевка приземистая (3)
- Frankenia pulverulenta — Франкения порошистая (3)
- Goniolimon rubellum — Углостебельник красноватый (3)
- Atraphaxis replicata — Курчавка отогнутая (3)
- Rumex scutatus subsp. hastifolius — Щавель копьелистный (3)
- Euonymus nanus — Бересклет карликовый (2)
- Ecballium elaterium — Бешеный огурец пружинистый (3)
- Centranthus calcitrapa — Кентрантус валериановидный (3)
- Scabiosa praemontana — Скабиоза предгорная (3)
- Valerianella falconida — Валерианелла серповидная (3)
- Arbutus andrachne — Земляничник мелкоплодный (3)
- Chimaphila umbellata — Зимолюбка зонтичная (3)
- Pyrola rotundifolia — Грушанка круглолистная (3)
- Androsace villosa subsp. taurica — Проломник крымский (3)
- Asterolinon linum-stellatum — Астеролинум звездчатый (2)
- Cyclamen coum — Цикламен коский (3)
- Astragalus arnacantha — Трагакант колючковый (3)
- Astragalus henningii — Астрагал Геннинга (3)
- Astragalus ponticus — Астрагал понтийский (3)
- Astragalus reduncus — Астрагал изогнутый (3)
- Astragalus setosulus — Астрагал щетинистый (3)
- Astragalus suprapilosus — Астрагал сверхуволосистый (3)
- Astragalus testiculatus — Астрагал яичкоплодный (3)
- Astragalus varius — Астрагал пестрый (2)
- Calophaca wolgarica — Майкараган волжский (2)
- Caragana scythica — Карагана скифская (3)
- Cytisus wulffii — Ракитник Вульфа (3)
- Genista albida — Дрок беловатый (6)
- Glycyrrhiza glabra — Солодка голая (3)
- Hedysarum candidum — Копеечник бледный (2)
- Hedysarum tauricum — Копеечник крымский (3)
- Hippocrepis biflora — Подковник двуцветковый (2)
- Hippocrepis ciliata — Подковник реснитчатый (3)
- Lathyrus saxatilis — Чина скальная (2)
- Lathyrus setifolius — Чина щетинолистная (3)
- Lens ervoides — Чечевица четковидная (2)
- Medicago marina — Люцерна приморская (3)
- Medicago saxatilis — Люцерна каменистая (3)
- Onobrychis pallasii — Эспарцет Палласа (3)
- Pisum sativum subsp. elatius — Горох высокий (3)
- Scorpiurus muricatus — Личинник колючий (2)
- Vicia ervilia — Горошек четкообразный (3)
- Betula pendula — Береза повислая (2)
- Trachomitum venetum — Кендырь венецианский (3)
- Blackstonia perfoliata — Блэкстония пронзеннолистная (0)
- Theligonum cynocrambe — Телигонум обыкновенный (2)
- Erodium malacoides — Журавельник мальвовидный (3)
- Geranium tuberosum — Герань клубневая (3)
- Ajuga salicifolia — Живучка иволистная (3)
- Clinopodium serpyllifolium — Микромерия тимьянолистная (3)
- Lamium glaberrimum — Яснотка голая (3)
- Salvia pratensis — Шалфей луговой (3)
- Salvia scabiosifolia — Шалфей скабиозолистный (3)
- Satureja montana subsp. taurica — Чабер крымский (3)
- Sideritis syriaca — Железница сирийская (3)
- Vitex agnus-castus — Прутняк обыкновенный (3)
- Cymbaria borysthenica — Цимбохазма днепровская (0)
- Euphrasia taurica — Очанка крымская (2)
- Phelypaea coccinea — Фелипея красная (2)
- Globularia trichosantha — Шаровница волосоцветковая (3)
- Scrophularia exilis — Норичник тонкий (3)
- Verbascum banaticum — Коровяк банатский (3)
- Verbascum orientale — Цельзия восточная (3)
- Verbascum phoeniceum — Коровяк фиолетовый (3)
- Verbascum pinnatifidum — Коровяк перистораздельный (2)
- Colchicum ancyrense — Безвременник анкарский (2)
- Colchicum umbrosum — Безвременник теневой (3)
- Gagea bulbifera — Гусиный лук луковиценосный (1)
- Tulipa biflora — Тюльпан двуцветковый (2)
- Tulipa suaveolens — Тюльпан душистый (2)
- Tulipa sylvestris subsp. australis — Тюльпан южный (2)
- Euphorbia paralias — Молочай прибрежный (2)
- Euphorbia rigida — Молочай жесткий (6)
- Hypericum montbretii — Зверобой Монбре (2)
- Linum pallasianum — Лен Палласа (3)
- Viola oreades — Фиалка горная (3)
- Cistus tauricus — Ладанник крымский (2)
- Fumanopsis laevis — Фуманопсис гладкий (2)
- Tilia dasystyla — Липа пушистостолбиковая (3)
- Daphne taurica — Волчеягодник крымский (1)
- Lythrum thymifolia — Дербенник тимьянолистный (3)
- Aegilops tauschii — Эгилопс Тауша (3)
- Aira elegans — Аира изящная (3)
- Avena barbata — Овес бородатый (3)
- Avena clauda — Овес сомнительный (1)
- Echinaria capitata — Ежовница головчатая (3)
- Elymus panormitanus — Регнерия палермская (2)
- Elytrigia stipifolia — Пырей ковылелистный (3)
- Elytrigia strigosa — Пырей щетинистый (3)
- Leymus racemosus subsp. sabulosus — Колосняк песчаный (3)
- Monerma cylindrica — Одночешуйница цилиндрическая (3)
- Parapholis incurva — Двучешуйник согнутый (3)
- Psathyrostachys juncea — Ломкоколосник ситниковый (3)
- Secale sylvestre — Рожь дикая (2)
- Stipa capillata — Ковыль волосатик (3)
- Stipa eriocaulis subsp. lithophila — Ковыль камнелюбивый (3)
- Stipa lessingiana — Ковыль Лессинга (3)
- Stipa pennata subsp. sabulosa — Ковыль песчаный (3)
- Stipa pontica — Ковыль понтийский (3)
- Stipa pulcherrima — Ковыль красивейший (3)
- Stipa syreistschikowii — Ковыль Сырейщикова (3)
- Stipa tirsa — Ковыль узколистный (3)
- Stipa ucrainica — Ковыль украинский (3)
- Stipa zalesskii — Ковыль Залесского (3)
- Triticum boeoticum — Пшеница беотийская (3)
- Zingeria biebersteiniana — Цингерия Биберштейна (0)
- Glaucium flavum — Мачок жёлтый (2)
- Aconitum anthora — Аконит противоядный (2)
- Aconitum lasiostomum — Аконит шерстистоустый (2)
- Adonis vernalis — Адонис весенний (3)
- Caltha palustris — Калужница болотная (0)
- Delphinium fissum subsp. pallasii — Живокость Палласа (3)
- Pulsatilla halleri subsp. taurica — Прострел крымский (3)
- Crataegus karadaghensis — Боярышник карадагский (3)
- Crataegus meyeri — Боярышник Мейера (3)
- Crataegus pojarkovae — Боярышник Поярковой (3)
- Crataegus sphaenophylla — Боярышник клинолистный (3)
- Crataegus taurica — Боярышник крымский (3)
- Crataegus tournefortii — Боярышник Турнефора (3)
- Sorbus tauricola — Рябина крымская (3)
- Pistacia mutica — Фисташка туполистная (3)
- Nitraria schoberi — Селитрянка Шобера (3)
- Macrosepalum aetnense — Очиток этнинский (3)
- Sedum rubens — Очиток краснеющий (3)
- Paeonia daurica — Пион крымский (3)
- Paeonia tenuifolia — Пион тонколистный (2)
- Saxifraga irrigua — Камнеломка орошенная (3)
- Calystegia soldanella — Повой сольданелловый (1)
- Convolvulus sericocephalus — Вьюнок шелковистоголовый (3)
- Atropa bella-donna — Красавка белладонна (3)

- Scapania aspera — Скапания шероховатая (3)
- Scapania compacta — Скапания компактная (3)
- Athalamia hyalina — Аталамия хрящеватая (3)
- Targionia hypophylla — Таргиония подлистная (3)
- Cololejeunea calcarea — Кололеженея известковая (3)
- Cololejeunea rossettiana — Кололеженея Россетта (3)
- Porella cordaeana — Порелла Корда (3)
- Aulacomnium androgynum — Аулакомниум обоеполый (3)
- Buxbaumia viridis — Буксбаумия зелёная (2)
- Pleuridium acuminatum — Плеуридиум длиннозаостренный (3)
- Saelania glaucescens — Сэлания сизоватая (3)
- Fissidens rivularis — Фиссиденс речной (2)
- Anoectangium handelii — Анектангиум Ханделя (3)
- Cinclidotus aquaticus — Цинклидотус водный (3)
- Cinclidotus riparius — Цинклидотус береговой (3)
- Didymodon cordatus — Дидимодон сердечный (3)
- Didymodon luridus — Дидимодон грязно-жёлтый (3)
- Didymodon sinuosus — Дидимодон извилистый (3)
- Pseudocrossidium revolutum — Псевдокроссидиум отвороченный (3)
- Diphyscium foliosum — Дифисциум листоватый (2)
- Grimmia crinita — Гриммия пушистая (2)
- Grimmia decipiens — Гриммия обманчивая (2)
- Grimmia trichophylla — Гриммия щетинколистная (3)
- Antitrichia curtipendula — Антитрихия повисшая (3)
- Homalothecium aureum — Гомалотециум золотистый (3)
- Oxyrrhynchium schleicheri — Оксиринхиум Шлейхера (2)
- Oxyrrhynchium speciosum — Оксиринхиум красивый (2)
- Palamocladium euchloron — Паламокладиум густозелёный (3)
- Plasteurhynchium meridionale — Пластэвринхиум южный (2)
- Scorpiurium circinatum — Скорпиуриум закрученный (3)
- Loeskeobryum brevirostrum — Лескеобриум коротконосый (3)
- Neckera menziesii — Метанеккера Мензиса (3)
- Pterogonium gracile — Птерогониум стройный (3)
- Orthotrichum tenellum — Ортотрихум нежный (3)
- Pogonatum aloides — Погонатум алоевидный (2)

- Bryopsis cupressina var. adriatica — Бриопсис адриатический (3)
- Codium vermilara — Кодиум червеобразный (2)
- Chaetomorpha zernovii — Хетоморфа Зернова (3)
- Cladophora siwaschensis — Кладофора сивашская (2)
- Ulva maeotica — Ульва азовская (3)
- Stilophora tenella — Стилофора нежная (2)
- Cystoseira barbata — Цистозира бородатая (2)
- Cystoseira crinita — Цистозира косматая (2)
- Nereia filiformis — Нерейя нитевидная (3)
- Dasya apiculata — Дазия короткоостроконечная (3)
- Laurencia coronopus — Лоренсия чашевидная (2)
- Osmundea hybrida — Осмундея гибридная (2)
- Osmundea pinnatifida — Осмундея перистонадрезная (2)
- Phyllophora crispa — Филлофора курчавая (2)
- Helminthora divaricata — Гельминтора растопыренная (3)
- Lomentaria compressa — Ломентария сдавленная (3)
- Halopteris scoparia — Халоптерис метловидный (3)
- Lamprothamnium papulosum — Лампротамниум пупырчатый (3)

- Roccella phycopsis — Рочелла водорослевидная (3)
- Leptogium burnetiae — Лептогиум Бурнета (3)
- Leptogium hildenbrandii — Лептогиум Гильденбранда (3)
- Leptogium imbricatum — Лептогиум черепитчатый (3)
- Lobaria pulmonaria — Лобария легочница (2)
- Nephroma parile — Нефрома одинаковая (1)
- Nephroma resupinatum — Нефрома перевернутая (1)
- Allocetraria madreporiformis — Аллоцетрария мадрепоровидная (3)
- Lethariella intricata — Летариелла перепутанная (1)
- Melanochalea elegantula — Меланохалея изящненькая (3)
- Neofuscelia ryssolea — Неофусцелла грубоморщинистая (2)
- Peltigera aphthosa — Пельтигера пупырчатая (3)
- Peltigera leucophlebia — Пельтигера беложилковая (3)
- Peltigera venosa — Пельтигера жилковая (3)
- Tornabea scutellifera — Торнабея щитконосная (6)
- Ramalina canariensis — Рамалина канарская (3)
- Ramalina lacera — Рамалина разорванная (3)
- Ramalina pontica — Рамалина понтийская (3)
- Rusavskia digitata — Русавския пальчатая (1)
- Seirophora contortuplicata — Сейрофора переплетенно-скученная (3)
- Seirophora lacunosa — Сеирофора ямчатая (2)
- Umbilicaria polyphylla — Умбиликария многолистная (3)

- Geopora cooperi — Геопора Купера (3)
- Tuber aestivum — Трюфель летний (3)
- Agaricus bernardii — Шампиньон Бернарда (2)
- Agaricus kuehnerianus — Шампиньон Кюнера (2)
- Agaricus macrosporus — Шампиньон крупноспоровый (3)
- Agaricus tabularis — Шампиньон таблитчатый (2)
- Montagnea arenaria — Монтанея песчаная (2)
- Amanita caesarea — Мухомор цезаря (3)
- Amanita vittadinii — Мухомор Виттадини (2)
- Pleurotus nebrodensis — Вешенка небродская (2)
- Floccularia luteovirens — Флоккулярия жёлто-зелёная (3)
- Phaeolepiota aurea — Феолепиота золотистая (3)
- Boletus aereus — Боровик бронзовый (3)
- Boletus pulchrotinctus — Боровик красивоокрашенный (3)
- Boletus regius — Боровик королевский (3)
- Boletus rhodoxanthus — Боровик розово-золотистый (3)
- Pisolithus arhizus — Пизолит бескорневой (3)
- Geastrum fornicatum — Звездовик сводчатый (3)
- Geastrum melanocephalum — Звездовик черноголовый (3)
- Myriostoma coliforme — Мириостома шейковидная (3)
- Clavariadelphus pistillaris — Клавариодельфус пестиковый (3)
- Ramaria botrytis — Рамария гроздевидная (2)
- Clathrus ruber — Решеточник красный (3)
- Ganoderma lucidum — Трутовик лакированный (6)
- Grifola frondosa — Грифола курчавая (3)
- Polyporus rhizophilus — Трутовик корнелюбивый (4)
- Polyporus umbellatus — Полипорус зонтичный (3)
- Sparassis crispa — Спарассис курчавый (3)
- Hericium coralloides — Гериций коралловидный (2)
- Hericium erinaceum — Гериций ежовиковый (3)
- Lactarius chrysorrheus — Груздь золотисто-жёлтый (2)
- Lactarius sanguifluus — Рыжик кроваво-красный (3)
- Boletopsis leucomelaena — Болетопсис бело-черный (3)